# Honda Hornet (2007)
La Honda Hornet o Honda CB600F è una motocicletta della casa motociclistica giapponese Honda, presentata al Salone di Colonia dell'ottobre del 2006 in sostituzione del precedente modello presentato nel 2005 e prodotta fino al 2013.

## Storia
Dal 1998 al 2006 viene prodotta la prima serie, la Honda Hornet (1998), a partire dal gennaio 2007 la prima serie viene sostituita dalla seconda serie della Hornet. Questa nuova moto condivide con la prima serie solo il nome. Il motore deriva dalla CBR 600 RR del 2007, quindi un salto generazionale di 10 anni rispetto alla prima serie, ed è stata disegnata dal Team Honda R&D di Roma. I colori al lancio sono quattro: Blu (nome ufficiale Candy Xenon Blue), Bordeaux (nome ufficiale Pearl Siena Red), Nero (nome ufficiale Pearl Nightstar Black) ed il nuovo colore di lancio Oro (nome ufficiale Pearl Amber Yellow).

Nel 2009 viene presentato il primo aggiornamento: sono presenti lievi modifiche estetiche, tra le quali nuove colorazioni, nuova grafica del tachimetro e alcuni particolari color alluminio diventano neri. L'unica modifica tecnica riguarda le sospensioni anteriori, che diventano regolabili.

## Tecnica
Sulla nuova moto vengono affinate le doti di handling con l'adozione di un telaio in alluminio, più leggero del precedente; nel modello 2010 vengono introdotti anche cerchi e forcellone nel raffinato materiale. Tutto il corpo motore e lo scarico risultano raggruppati al centro della moto per centralizzare le masse e migliorare la tenuta in curva. Altra importante novità è la comparsa, a richiesta, del sistema ABS che include nuovi freni a triplo pistoncino.

## Stile
Altra grossa novità è la scomparsa del faro tondo all'anteriore, sostituito da uno di forma allungata contornato da plastiche che richiamano l'ala del marchio Honda.